# Arreton
Arreton est un village et une paroisse civile de l’île de Wight, en Angleterre.